# Bosansko Grahovo

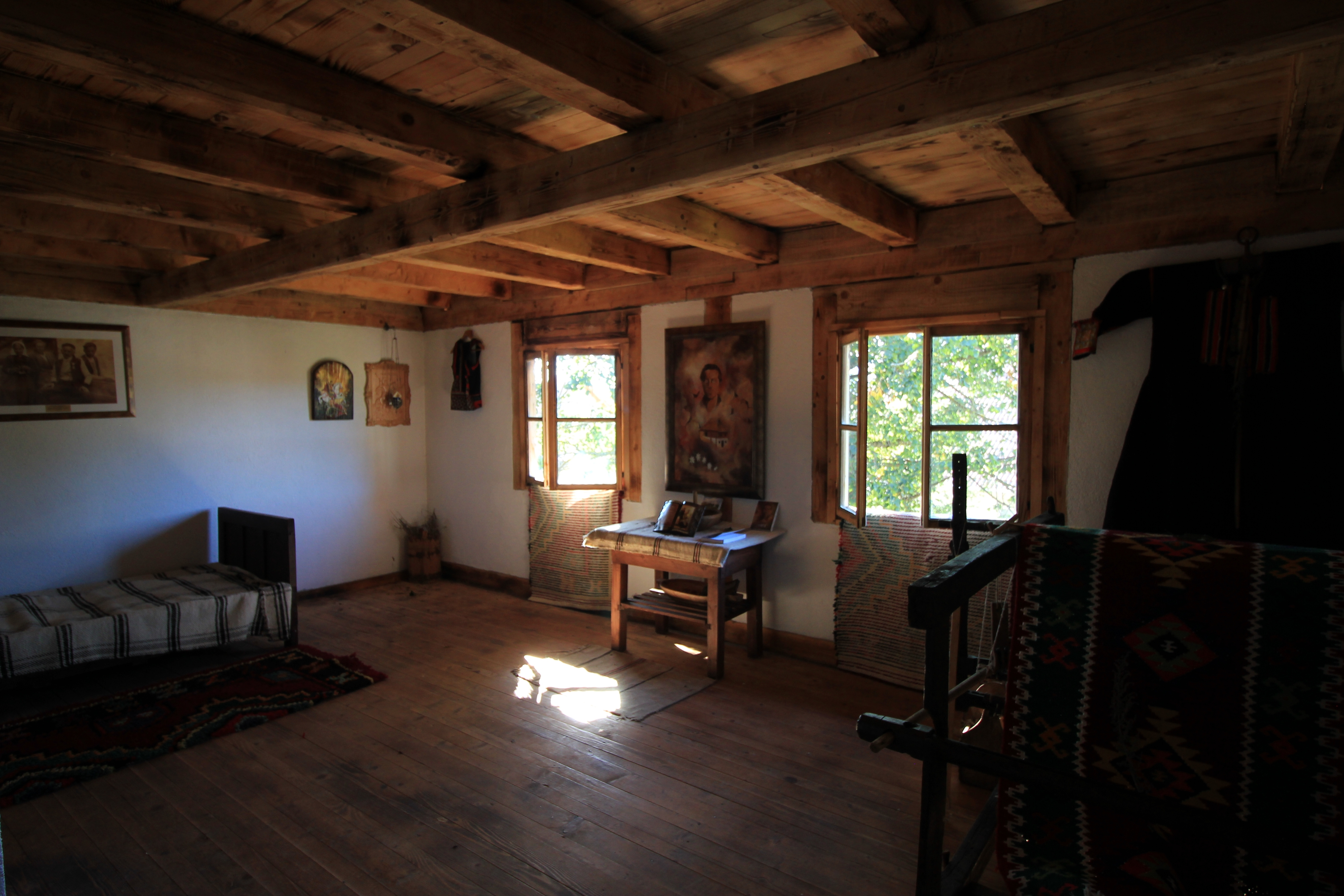
Casa lui Gavrilo Princip

Bosansko Grahovo (în sârbă Босанско Грахово) este un oraș și o comună în Cantonul 10 al Federației Bosniei și Herțegovinei, o entitate din statul modern Bosnia și Herțegovina. Se află în regiunea istorică Tropolje, în vestul Bosniei și Herțegovinei, lângă granița cu Croația. 
În perioada 31 octombrie 1992 până în vara anului 1995, când a fost ocupat de Armata Republicii Sârbe Krajina s-a numit doar Grahovo (fără Bosansko - Bosniac). Conform recensământului din 2013, 651 de persoane au fost înregistrate în Grahovo. După semnarea Acordului de la Dayton, comuna Bosansko Grahovo a devenit parte a Federației Bosniei și Herțegovinei.

## Istorie
În zona orașului Bosan Grahovo se presupune că a existat viață în timpurile preistorice, cel mai probabil începând cu 4.300 î.Hr. în timpul neoliticului mijlociu.  Din cca. 2.300 î.Hr., epoca bronzului timpuriu, s-au găsit obiecte culturale precum și morminte în apropierea satului Luka.
În antichitate, aceste zone au fost locuite de triburi ilirice. Zona de câmpie aparținea numeroaselor triburi Dicioni, care , potrivit unor surse romane, aveau 40.000 de locuitori în mai multe așezări care ulterior vor deveni municipalități romane. Romanii au cucerit această zonă în anul 9. 
Gavrilo Princip, principalul responsabil al asasinării arhiducelui Franz Ferdinand la Saraievo în 1914, s-a născut în satul Obljaj situat chiar la est de Bosansko Grahovo. 
Din 1929 până în 1941, Bosansko Grahovo a făcut parte din Banovina Vrbas  din Regatul Iugoslaviei. În revolta de la Drvar, Grahovo a fost capturat de rebelii sârbi conduși de Branko Bogunović. Bogunović s-a alăturat armatei iugoslave din patrie și în septembrie 1941 a fost numit comandant al Regimentului Cetnic „Gavrilo Princip” din Grahovo. 
În timpul războiului din Bosnia, orașul a fost deținut de forțele sârbe bosniace. Armata croată a capturat orașul în iulie 1995, în timpul operațiunii Vara '95. Ofensiva a dus la exodul unui număr mare de refugiați sârbi. După război, civilii sârbi s-au întors, iar astăzi reprezintă majoritatea populației din comună. Cu toate acestea, în zilele noastre populația este mult mai mică, având o scădere de la 9.000 la aproximativ 2.500 de locuitori. 

## Așezări
- Bastasi
- Bosansko Grahovo
- Crnac
- Crni Lug
- Donje Peulje
- Donji Kazanci
- Donji Tiškovac
- Duler
- Gornje Peulje
- Gornji Kazanci
- Grkovci
- Isjek
- Jaruga
- Kesići
- Korita
- Luka
- Maleševci
- Malo Tičevo
- Marinkovci
- Mračaj
- Nuglašica
- Obljaj
- Pečenci
- Peći
- Preodac
- Pržine
- Radlovići
- Resanovci
- Stožišta
- Ugarci
- Uništa
- Veliko Tičevo
- Vidovići
- Zaseok
- Zebe

## Date demografice

### Populație
| Populația așezărilor - comuna Bosansko Grahovo | Populația așezărilor - comuna Bosansko Grahovo | Populația așezărilor - comuna Bosansko Grahovo | Populația așezărilor - comuna Bosansko Grahovo | Populația așezărilor - comuna Bosansko Grahovo | Populația așezărilor - comuna Bosansko Grahovo | Populația așezărilor - comuna Bosansko Grahovo |
| ---------------------------------------------- | ---------------------------------------------- | ---------------------------------------------- | ---------------------------------------------- | ---------------------------------------------- | ---------------------------------------------- | ---------------------------------------------- |
|                                                | așezare                                        | 1961.                                          | 1971.                                          | 1981.                                          | 1991.                                          | 2013.                                          |
|                                                | Total                                          | 10196                                          | 10555                                          | 9032                                           | 8311                                           | 2449                                           |
| 1                                              | Bosansko Grahovo                               | 696                                            | 1229                                           | 1.602                                          | 2096                                           | 651                                            |
| 2                                              | Peci                                           |                                                |                                                |                                                | 256                                            | 203                                            |

### Compoziție etnică
Populația din Bosansko Grahovo, după etnie, conform recensămintelor din 1961, 1971, 1981, 1991 și 2013 este următoarea:
|              | 2013.        | 1991.          | 1981.          | 1971.          | 1961.        |
| Persoane     | 651 (100,0%) | 2.096 (100,0%) | 1.602 (100,0%) | 1.229 (100,0%) | 696 (100,0%) |
| Sârbi        | 600 (92,17%) | 1.999 (95,37%) | 1.358 (84,77%) | 1.167 (94,96%) | 670 (96,26%) |
| Croați       | 45 (6.912%)  | 14 (0,668%)    | 26 (1.623%)    | 25 (2.034%)    | 14 (2.011%)  |
| Alții        | 6 (0,922%)   | 16 (0,763%)    | 3 (0,187%)     | 8 (0,651%)     | 3 (0,431%)   |
| Iugoslavi    |              | 61 (2.910%)    | 193 (12,05%)   | 18 (1.465%)    | 4 (0,575%)   |
| Bosniaci     |              | 6 (0,286%)     | 4 (0,250%)     | 11 (0,895%)    |              |
| Muntenegreni |              |                | 12 (0,749%)    |                | 5 (0,718%)   |
| Albanezi     |              |                | 6 (0,375%)     |                |              |

|              | 2013.          | 1991.          | 1981.          | 1971.           | 1961.           |
| Total        | 2.449 (100,0%) | 8.311 (100,0%) | 9.032 (100,0%) | 10.555 (100,0%) | 10.196 (100,0%) |
| Sârbi        | 2.028 (82,81%) | 7.888 (94,91%) | 7.739 (85,68%) | 10.100 (95,69%) | 9.787 (95,99%)  |
| Croați       | 393 (16,05%)   | 226 (2.719%)   | 264 (2.923%)   | 364 (3.449%)    | 368 (3.609%)    |
| Alții        | 22 (0,898%)    | 50 (0,602%)    | 25 (0,277%)    | 40 (0,379%)     | 6 (0,059%)      |
| Bosniaci     | 6 (0,245%)     | 12 (0,144%)    | 5 (0,055%)     | 14 (0,133%)     | 2 (0,020%)      |
| Iugoslavi    |                | 135 (1.624%)   | 978 (10,83%)   | 37 (0,351%)     | 22 (0,216%)     |
| Muntenegreni |                |                | 15 (0,166%)    |                 | 11 (0,108%)     |
| Albanezi     |                |                | 6 (0,066%)     |                 |                 |

## Oameni notabili
- Dragan Raca, antrenor de baschet
- Đuro Pucar, politician
- Gavrilo Princip, asasinul arhiducelui Franz Ferdinand din Austria-Ungaria
- Ksenija Pajčin, cântăreață
- Milan Galić, fotbalist